# Barrancos
Barrancos is een plaats en gemeente in het Portugese district Beja.
De gemeente heeft een totale oppervlakte van 168 km² en telde 1924 inwoners in 2001.
Aljustrel · Almodôvar · Alvito · Barrancos · Beja · Castro Verde · Cuba · Ferreira do Alentejo · Mértola · Moura · Odemira · Ourique · Serpa · Vidigueira